# معركة شرم الشيخ الجوية
معركة شرم الشيخ أو معركة عوفيرا الجوية هي من أولى المعارك الجوية في حرب أكتوبر. وقعت في 6 أكتوبر 1973، بالقرب من قاعدة عوفيرا (راس نصراني) التابعة للقوات الجوية الإسرائيلية في شرم الشيخ، في الطرف الجنوبي من شبه جزيرة سيناء. بعد ظهر السادس من أكتوبر، شنت مصر هجوماً جوياً كبيراً على القوات الإسرائيلية في سيناء ضم أكثر من 200 طائرة مصرية شاركت في ضربة جوية افتتاحية. وفي واحدة من الاشتباكات الجوية الأولى بالقرب من قاعدة عوفيرا الجوية أفادت تقارير إسرائيلية أن طائرتين فانتوم اشتبكتا مع 20 طائرة مصرية ميج-17 ترافقها ثمان طائرات ميج-21 كانت في طريقها للهجوم على المواقع الإسرائيلية في المنطقة. وبحلول نهاية المعركة القصيرة التي دامت لست دقائق، تأكد إسقاط سبع طائرات مصرية. أما طائرات الميج المتبقية فقد انسحبت، وعادت طائرتا الفانتوم الإسرائيليتان إلى قاعدتيهما. في حين أفادت الروايات المصرية أن خمس طائرات مصرية فقط سقطت خلال اليوم الأول للحرب فوق سيناء، هي حصيلة خسائر الضربة الجوية لكن بعد معرفة أسماء الطيارين الذين سقطوا خلال الضربة الجوية الأولى لاحقاً، تبين أن ست طائرات سقطت بالفعل في معركة شرم الشيخ الجوية بخلاف الخسائر الجوية الأخرى فوق مطار المليز وأم خشيب والطاسة.

## خلفية تاريخية
في صيف 1973، حلقت طائرة الخطوط الجوية العربية الليبية الرحلة 114 بطريق الخطأ فوق سيناء. ليعترضها سلاح الجو الإسرائيلي بطائرتي فانتوم ويأمرها بالهبوط لكنها رفضت (وفقاً لرواية الجانب الإسرائيلي) فأسقطتها الطائرات الإسرائيلية. خشيت القيادة العليا لسلاح الجو الإسرائيلي من أن هذا الحادث قد يؤدي إلى الانتقام من طائرات العال وهي في طريقها إلى جنوب إفريقيا وعند عودتها وبالتالي تمركزت طائرات مقاتلة في حالة تأهب للرد السريع في مطار عوفيرا. كانت هذه الطائرات تهدف أيضاً إلى مواجهة التهديد الموجه إلى أسطول البحرية الإسرائيلية الصغير في البحر الأحمر وبطاريات صواريخ هوك التي تحرس مضيق البحر الأحمر من طائرات الميج المصرية في الغردقة. وكان قائد القاعدة في ذلك الوقت يعقوب (ياك) نيفو.
كانت تتمركز طائرتان فانتوم إف-4 من السرب 107 في عوفيرا في يوم الغفران، في 6 أكتوبر 1973، عندما اندلعت الحرب. وكان يقودها أربعة طيارين: الطيار أمير ناخومي مع الملاح يوسي ياري (فانتوم رقم 181) والطيار دانيال شاكي مع الملاح ديفيد ريجيف (فانتوم رقم 122) وكان جميعهم عديمي الخبرة نسبياً آنذاك. في الساعة 9:00 صباحاً، أخطرهم برج المراقبة بأن يكونوا في حالة تأهب قصوى. وفي الساعة 1:50 بعد الظهر، انطلقت صافرات الإنذار. بعدما رُصدّ العديد من تشكيلات الطيران المنخفض التي تقترب على الرادار ومع ذلك لم يصرح برج المراقبة لزوج الفانتوم باعتراضها، وفشل في إدراك حجم الهجوم. لم ينتظر الطيار ناخومي أكثر من ذلك للإقلاع، فأمر الميكانيكيين ببدء تشغيل الطائرتين وأقلع بطائرته. وانضم إليه شاكي. وصف ناخومي المشهد لاحقاً:
وفي رواية أخرى وقبيل الساعة الثانية بعد الظهر بقليل، دعا قائد القاعدة أفراد الطاقم الأربعة إلى اجتماع مصغر، قطعه إنذاراً أصدره المقدم أربيل في وحدة التحكم الراداري 528، بعدما رُصدت في الساعة 1:56 حوالي 16 طائرة ميج تقترب من المنطقة على بعد 55 ميلاً، كانت من ضمن أكثر 200 طائرة. حاول أربيل أولاً قفل رادار التحكم في النيران لبطاريات صواريخ هوك أرض-جو والتي كانت من مسؤولية الوحدة، على التشكيلات المهاجمة وفي نفس الوقت أمر الطياران في مطار عوفيرا بالانتظار في الطائرات («التحرك والانتظار») بينما يحاول الإغلاق على الطائرات المهاجمة. عند هذه المرحلة، دخل الملازم نيفو عربة الاتصال، محاولاً الاتصال بوحدة التحكم الرئيسية ووحدة التحكم 509 (التي كانت تابعة لوحدة التحكم 528) للحصول على تعليمات إطلاق النار. وبعد حوالي 30 ثانية من فشل الاتصال بمركز التحكم بالقوات الجوية أو بوحدة 509 - قرر نيفو وأربيل اتخاذ القرار بأنفسهما فأمر المقدم أربيل الطيارين في مطار عوفيرا بالإقلاع وإسقاط الميج.

## المعركة حسب الرواية الإسرائيلية
بعد وقت قصير من إقلاع الفانتوم، بدأت الميغ في قصف مدرجات المطار. أمر ناخومي الطيار شاكي بإلقاء خزانات الوقود القابلة للفصل وأخذ اتجاه الطرف الغربي من القاعدة بينما أخذً هو اتجاه الطرف الشرقي. ثم أسقط ناخومي إحدى طائرات الميج بصاروخ سايدويندر. وعاد إلى القاعدة ليعترض طائرتي ميج يقصفانها. واللتين ارتفعتا وحلقتا بعيداً. خلال ذلك امتنعت بطارية القاعدة من طراز هوك عن إطلاق صواريخها لتجنب إصابة الطائرة الإسرائيلية، فيما انقضت طائرتي ميج لتدميرها. لذا بدأ ناخومي في مطاردة طائرة القيادة وهو يحلق على ارتفاع منخفض قدر الإمكان مُطلقاً نيران مدفعه الغاتلينغ لكنه فشل في إصابتها. في حين أقلعت الميج عن مهمة القصف. حاول ناخومي مطاردتها، لكنه اكتشف أن محركه الأيسر يعانى من عطل ضاغط، على الأرجح بسبب إطلاق دفعة طلقات من مدفع الطائرة. بعد فترة قصيرة من الطيران على محرك واحد، تمكن من إعادة تشغيل المحرك الثاني وتخلى عن ميج القائد لمهاجمة ذيل ميج زميله التي استدارت بحدة تجاهه، لكن ناحومي ارتفع بطائرته للأعلى حتى واجه الميج وأسقطها أثناء مرورها، بينما انسحبت الميج الثانية.
ثم رأى ناخومي زوجاً آخراً من طائرات ميج-17 تُهاجمان وحدة اتصالات بالقرب من الخليج. لقد أذهلت هاتين الطائرتين ناخومي عندما بدأتا مواجهته وأطلقت إحداهما صواريخها طراز جو-أرض على الفانتوم. أسقطت الفانتوم تلك الميج بصاروخ موجه من مسافة 600 متر. في غضون ذلك، تمكن شاكي من إسقاط ثلاث طائرات وكان يبحث عن الرابعة عندما هاجمته طائرات ميج-21. كانت إحداها في وضع منخفض وهبطت بسرعة 500 عقدة إلى مستوى سطح البحر، حيث لامست المياه مرتين قبل أن تستعيد توازنها وترتفع لتحلق بعيداً. كان الوقود ينفد من شاكي فقرر الهبوط على المدرج المتضرر. ثم أصيب ناخومي بعمى نتيجة وميض ضوء مُنعكس من زوج آخر من طائرات ميج يحاول الهروب. أسقط ناحومي إحداها وهربت شريكتها نحو الجبال. عندها نفذ وقود ناخومي تقريباً وقرر عدم مطاردتها.

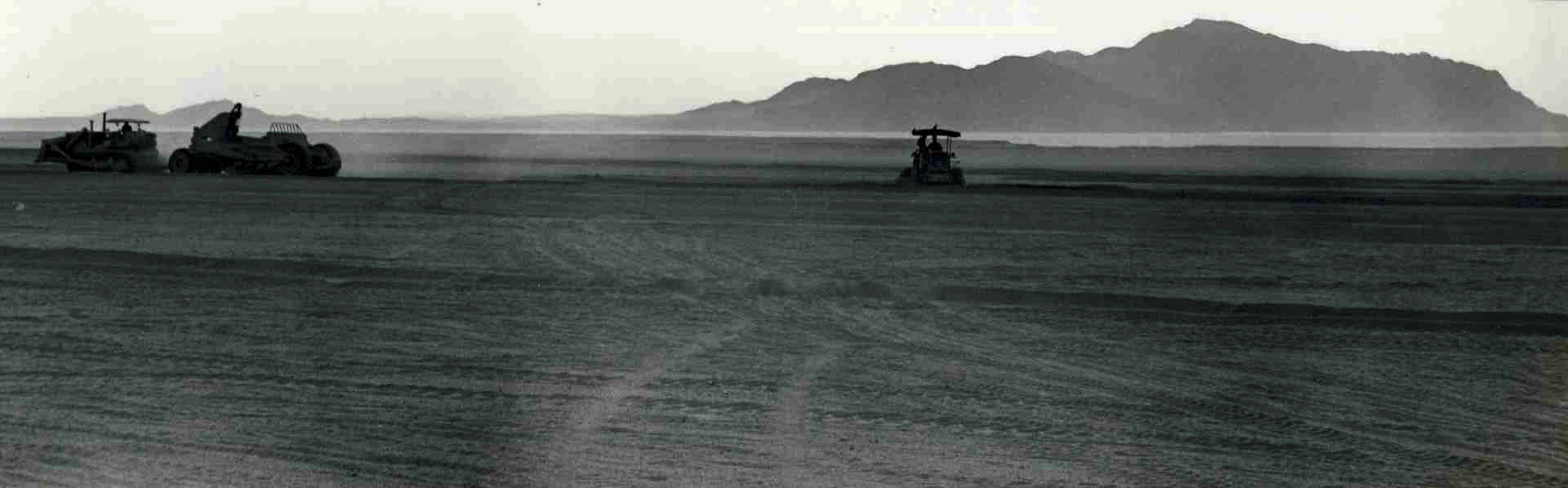
مطار عوفيرا خلال مرحلة التأسيس، 1968
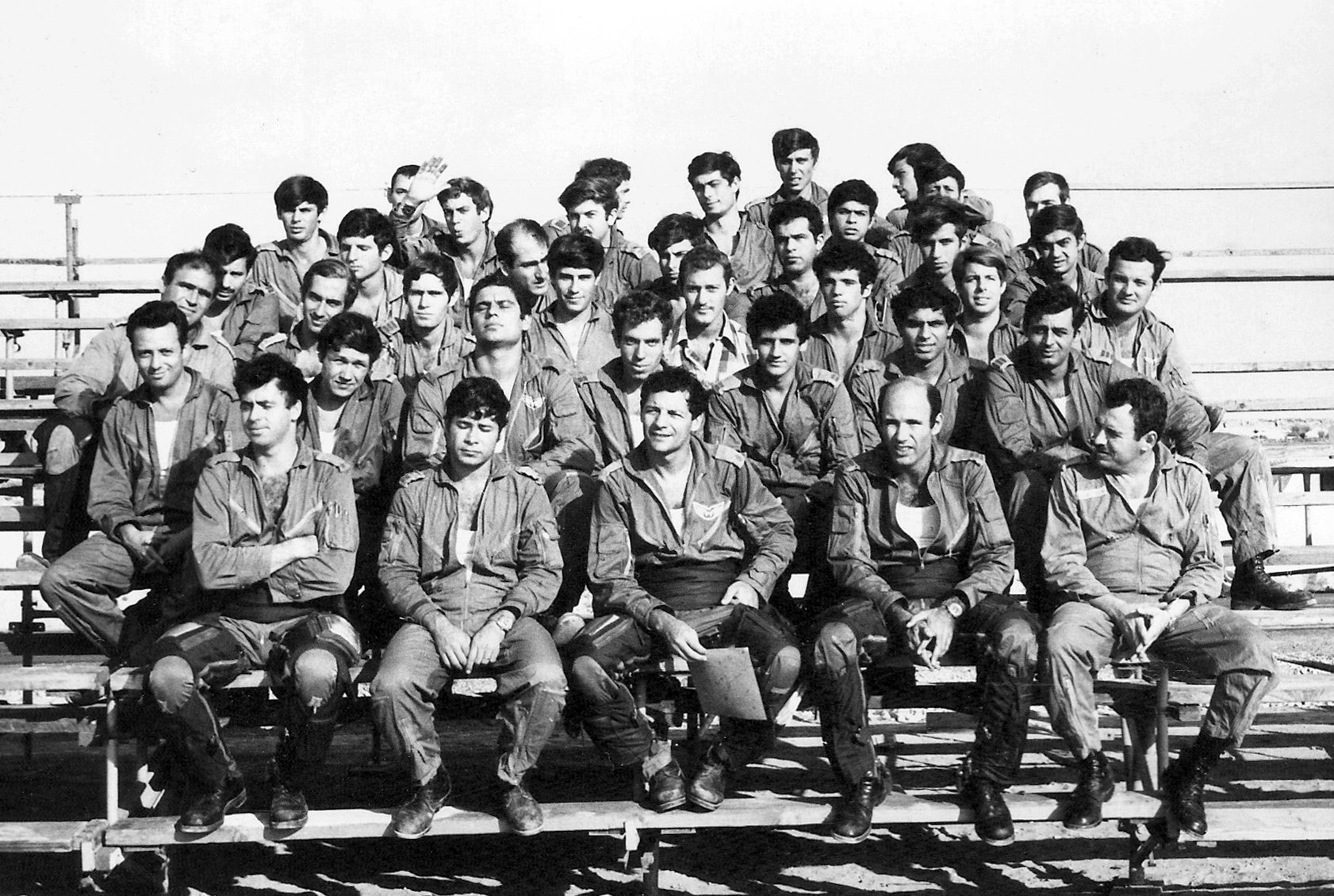
طيارو وملاحو السرب 107 في أكتوبر 1973
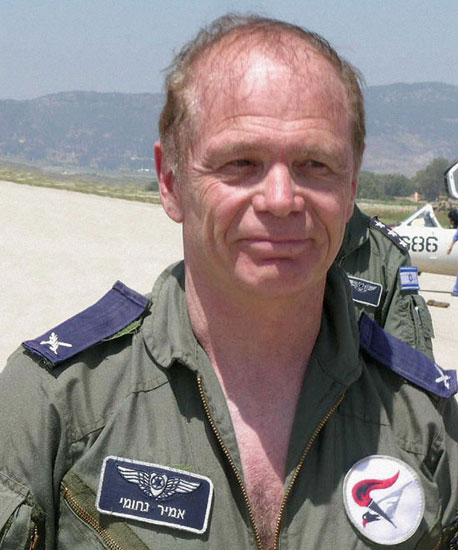
أمير ناخومي، 2005
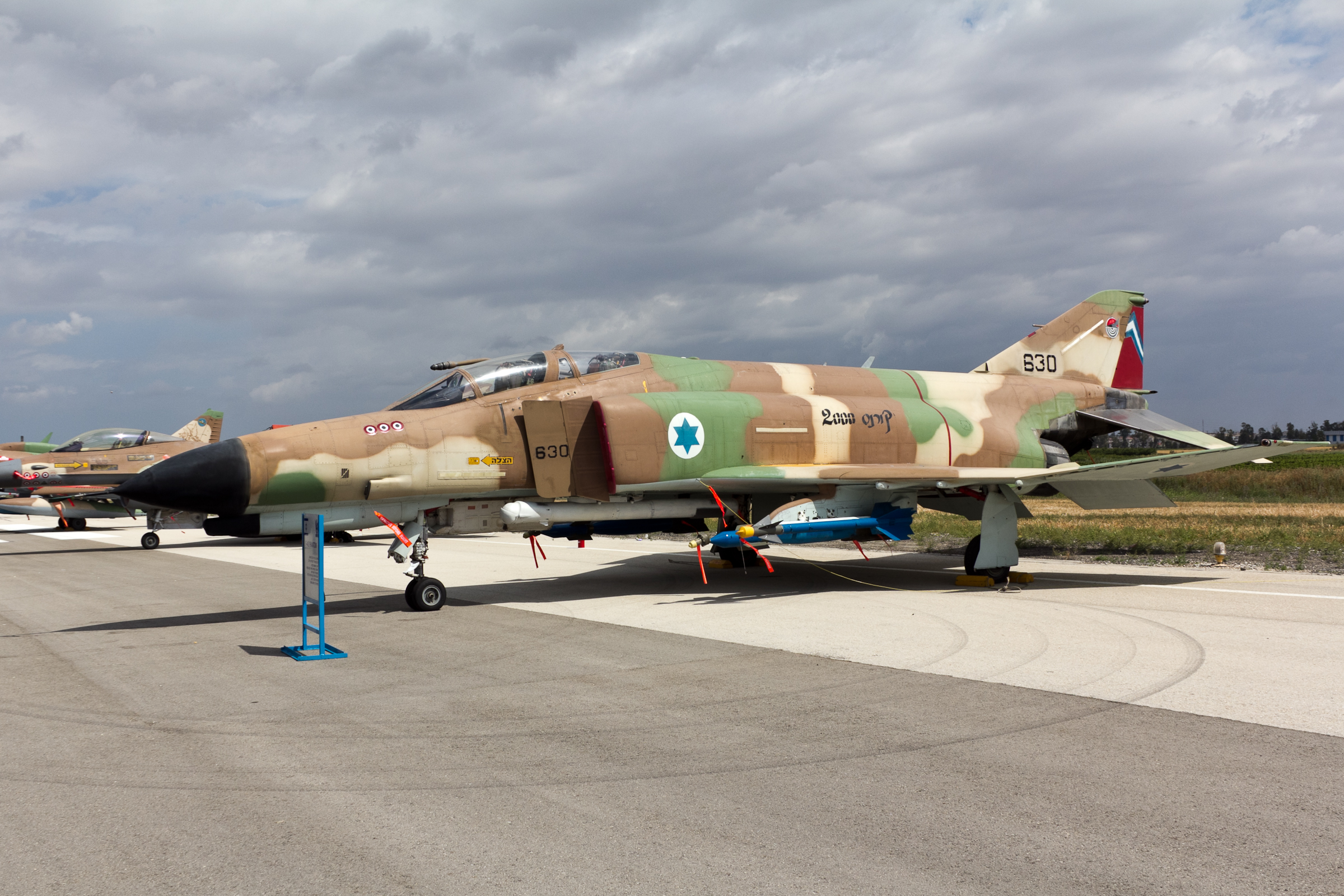
فانتوم إسرائيلية

## الرواية المصرية
وفقاً للجانب المصري، فإن قاعدة راس نصراني الجوية، (الاسم المصري السابق لقاعدة عوفيرا، مطار شرم الشيخ حالياً) كانت بالفعل من بين عدة قواعد إسرائيلية في سيناء استهدفتها الضربة الجوية المصرية في 6 أكتوبر والتي شاركت فيها نحو 220 طائرة. كانت طائرات الميج-21 التي رافقت طائرات الميج-17 في الغارة الجوية على راس نصراني جزءاً من السرب 25 التابع للواء الجوي 102 للقوات الجوية المصرية. لم تشارك طائرات ميج-21 في مهام القصف الأرضي، ووفقاً لبعض الطيارين، لم تحدث أي مواجهة جوية إطلاقاً.

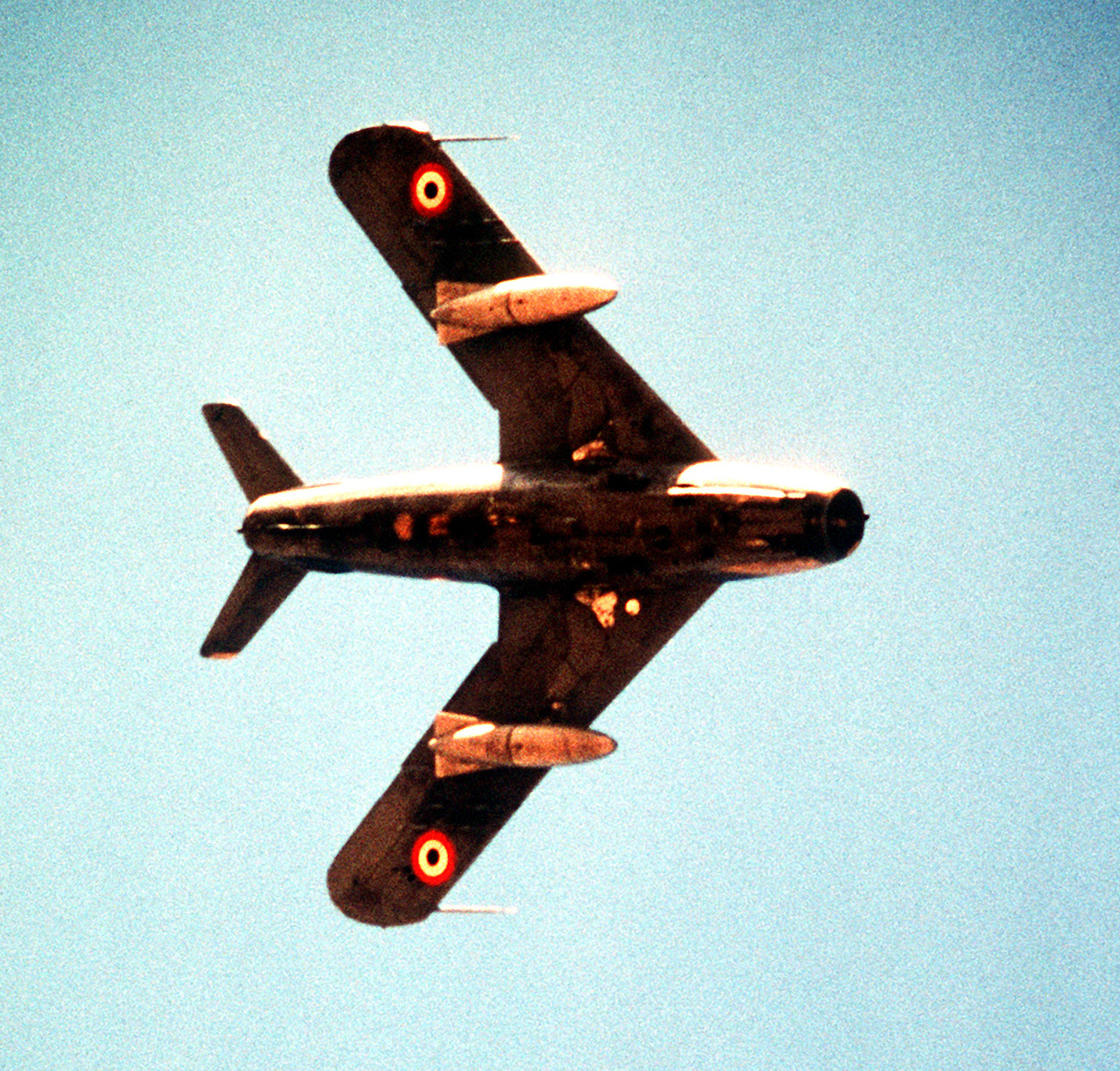
ميج-17 مصرية

فيما يدعي القادة المصريون أن خمس طائرات فقدت في الضربة الجوية الافتتاحية كلها؛ فقد صرح سعد الشاذلي، رئيس الأركان المصري، أن إجمالي الخسائر من 6 أكتوبر حتى صباح 7 أكتوبر بلغت خمس طائرات. بينما ذكر عبد الغني الجمسي، رئيس هيئة عمليات القوات المسلحة، أن الخسائر كانت خمس طائرات فقط خلال الضربة الجوية بأكملها، كما صرحت بذلك مصادر أخرى. وقد ذكر مصدر آخر خسارة سبع طائرات لاشتباكها مع مقاتلات إسرائيلية وخسارة عدة طائرات أخرى بنيران المضادات الأرضية. ذكر المؤرخ سيمون دونستان الادعاء القائل بأن مُجمل خسائر الضربة الجوية أسفر عن خمس طائرات مصرية (على الرغم من عدم تحديد القواعد الجوية التي تعرضت للهجوم)، ومع ذلك، فقد قَدَرّ بنفسه الخسائر المصرية جراء الضربة الافتتاحية «بنحو 40 طائرة». (قد يكون تقدير دونستان مبني على حساب المروحيات المصرية التي سقطت خلال هذا اليوم أيضاً).
لسنوات طويلة بعد انتهاء الحرب لم يقدم الجانب المصري أي تفاصيل عن معركة شرم الشيخ الجوية، لاحقاً ظهرت بعض الشهادات عن المعركة التي تُبين الرواية المصرية للمعركة بالرغم من أنها تفتقر لبعض التفاصيل الهامة مثل دور السرب 25 مقاتلات ميج-21 في حماية طائرات الهجوم الأرضي طراز ميج-17 ومصير جثة الطيار المصري الذي سقطت طائرته في المياه.
كان الهجوم على أهداف إسرائيلية في منطقة شرم الشيخ جزءاً من الضربة الجوية الأولى، لإضعاف القوات الإسرائيلية في جنوب سيناء ومنعها من القيام بعمليات جوية وبحرية على ساحل البحر الأحمر. وفي 4 أكتوبر 1973، أجرى الطيار شريف الشافعي طلعة استطلاعية بطائرة (ميج-21RF) من اللواء 123، قام خلالها بتصوير جوي لمطار راس نصراني والمناطق المجاورة.
ولضرب مطار راس نصراني، حدد المصريون ثلاث مجموعات من الطائرات في جنوب البلاد:
- 16 (ميج-17F) من السرب 89 التابع للواء جوي 306 (قائد السرب الرائد ساجي لاشين) كانت تتمركز في قاعدة الأقصر الجوية وتوجهت إلى مطار الغردقة قبل بدء الضربة مباشرة، حيث تزودت بالوقود والذخيرة. كُلفّ السرب بقمع أنظمة الدفاع الجوي في منطقة راس نصراني.
- 10 (ميج 21F-13) من السرب 25 التابع للواء الجوي 102 (قائد المجموعة أحمد عاطف عبد الحي) توفر غطاءً مباشراً لطائرات ميج-17 وتقلع من مطار الغردقة بعدها.

مركز الاتصالات في راس محمد ما بين 1968 و1969 ويظهر الهوائيان الذين تتضررا خلال القصف المصري

في نفس الوقت تنقسم 16 طائرة (ميج-21MF) من السرب 42 التابع للواء الجوي 104 (قائد السرب الرائد عصام صادق) من قاعدة وادي قنا الجوية إلى ثلاث مجموعات:
- الأولى من ثماني طائرات، مُسلحة بحمولة قنابل خارقة للخرسانة ومهمتها ضرب قاعدة عوفيرا الجوية.

- الثانية من أربع طائرات مُسلحة بصواريخ جو-أرض طراز إس-8 ومهمتها مهاجمة مركز اتصالات راس محمد.

- الثالثة تحمل صواريخ جو-جو لتوفير غطاء جوي.[19]

كانت أولى الطائرات التي أقلعت من طراز (ميج-21MF) من مطار وادي قنا. وحلقت في تشكيل قريب من مطار الغردقة، الذي أصبح مكاناً للتجمع العام، حيث انضم إليها الطائرات طراز (ميج-17) و(ميج-21F-13). وفقاً لشهادة الطيارين المصريين، يمكن افتراض أن المجموعات كان لديها مسارات مختلفة للوصول إلى الهدف. فقد أشار الطياران محمد رضا صقر وأحمد يوسف الوكيل إلى أن مسار طائرات السرب 42 طراز (ميج-21MF) كان على النحو التالي: وادي قنا - الغردقة - تيران - صنافير. فيما يذكر الطيار ضياء الحفناوي طيار ميج (ميج-21F-13) الذي رافق الميج-17 مباشرة المسار على النحو التالي: الغردقة - شدوان - رأس محمد - شرم الشيخ.
أفادت مصادر إسرائيلية أن رادار المراقبة (الوحدة 528) رصد في الساعة 13:56 مجموعة من 28 طائرة ميج متجهة نحو شرم الشيخ. على الأرجح، كانت هذه 16 ميج-17 و10 (ميج-21MF)، دخلت من جانب رأس محمد، لكن لاحقاً رُصدت 16 (ميج-21MF) بصرياً بعد مناورة التفاف عبر جزيرة تيران.
كانت (الميج-21MF) أول من وصل إلى الهدف في تشكيل أزواج متتالية وأسقطت قنابل ممرات على المدرج والممر والمرافق الجوية في قاعدة عوفيرا الجوية. جرى القصف على التوالي، بمسار عمودي على الممر. نتيجة ثلاث إصابات مباشرة، تعطل المدرج. كانت مجموعة (الميج-21MF) أول من عانت من الخسارة القتالية في هذه الغارة. دخلت طائرة قائد الهجمة الثالثة النقيب محمد الشيخ صبحي في سحابة من انفجارات القذائف المضادة للطائرات واشتعلت فيها النيران وبدلاً من أن يقفز بالمظلة غطس بالطائرة لتصطدم بحظيرة تحتوي ثلاث طائرات ما نتج عنه مقتل الطيار لكن هذه الرواية غير مؤكدة. تسرد بعض المواقع المصرية قصصاً درامية غير واقعية للحظة وفاة أحد الطيارين على طريقة الكاميكازي فور إصابة طائرته، إما بالاصطدام بطائرة الخصم أو بموقع عسكري على الأرض أو حتى بموقع هوك، لكن خلال الضربة الجوية المصرية والسورية في اليوم الأول لحرب أكتوبر لم تخسر إسرائيل طائرة واحدة على الأرض نتيجة عمل قتالي.
تلا (الميج-21MF)، وصول الميج-17 إلى المنطقة المحددة. والتي لم تسر أمورها على ما يرام منذ البداية، وذلك عندما اصطدمت إحدى الطائرات بالأرض في طريقها إلى الهدف. وبعد الوصول إلى الهدف، بدأ طيارو سرب الرائد ساجي لاشين في قمع أنظمة الدفاع الجوي وضرب أهداف عسكرية أخرى موجودة في المنطقة. غطت مقاتلات الحماية (الميج-21F-13) مساحة 3 كم جنوب غرب مطار عوفيرا، بينما تراقب عمل مهمات الطائرات الأخرى. لكن نظراً لقلة الإمداد بالوقود واستخدام وضع الاحتراق اللاحق للمحركات، اقتصر وجود (الميج-21F-13) فوق الهدف على خمس دقائق. خلال تلك الفترة الزمنية، لم يرصد الطيارون أي اعتراض جوي. علاوة على ذلك، أُجبرت (الميج-21F-13) على المغادرة إلى القاعدة بسبب الوقود المتبقي ولم تشارك في أحداث أخرى ولربما كان هذا السبب في مواجهة الميج-17 للفانتوم دون حماية المقاتلات.
تذكر البيانات المصرية خسارة ست طائرات خلال المعركة الجوية التي دارت، 1 (ميج-21MF) من السرب 42 (اللواء الجوي 102) و5 (ميج-17F) من السرب 89 (اللواء الجوي 306)، وثقّ أحد الإسرائيليين خلال استجمامه على شاطئ خليج شرم الشيخ سقوط إحدى الطائرات طراز ميج-17 في الماء ولا يُعرف لمن تُنسب هذه الطائرة أو مصير جثة الطيار.

### الخسائر المصرية في معركة شرم الشيخ الجوية
| الاسم                       | الرتبة    | السرب | نوع الطائرة | السبب      |
| --------------------------- | --------- | ----- | ----------- | ---------- |
| صبحي الشيخ                  | نقيب      | 25    | ميج 21      | اشتباك جوي |
| هاني كساب أحمد              | نقيب      | 89    | ميج-17      | اشتباك جوي |
| محمد كامل محمد سيد أحمد نور | ملازم أول | 89    | ميج-17      | اشتباك جوي |
| جميل إسماعيل رضوان بيبرس    | ملازم أول | 89    | ميج-17      | اشتباك جوي |
| محمد فكري عبد الفتاح        | ملازم أول | 89    | ميج-17      | اشتباك جوي |
| حسن محمد سعيد               | ملازم أول | 89    | ميج-17      | اشتباك جوي |

- حسب رواية البحرية الإسرائيلية سقطت طائرة واحدة على الأقل بنيران أرضية من القطع البحرية الإسرائيلية الراسية في ميناء شرم الشيخ أو شاركت في إسقاط إحداها.

## نتائج المعركة

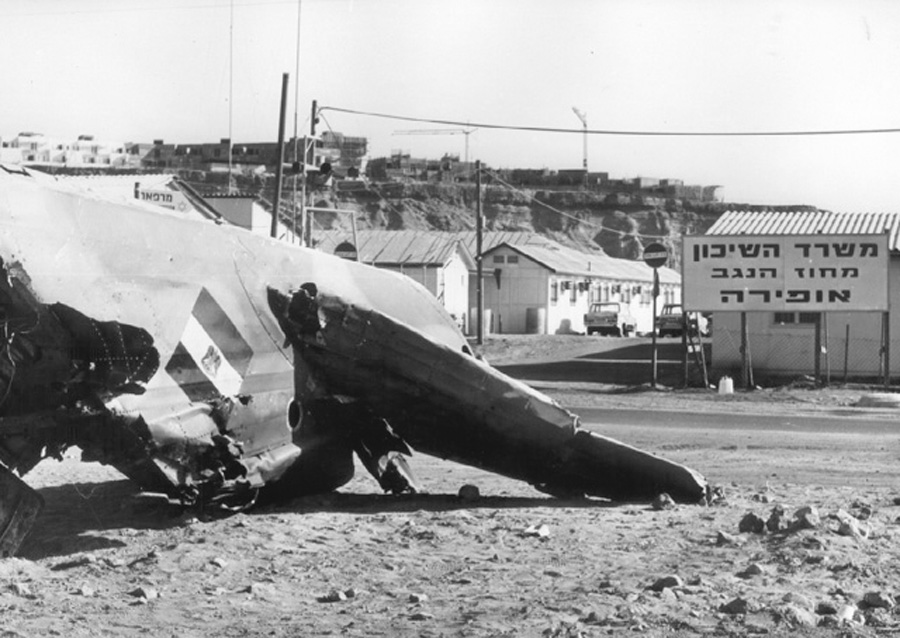
ذيل طائرة ميج-17 سقطت خلال المعركة

خلال الهجوم المصري تمكنت طائرات (ميج-21MF) من إصابة مدرج الهبوط في مطار عوفيرا بثلاث إصابات مباشرة بحيث وجد طيارا الفانتوم صعوبة لدى هبوطهما كما أصابت هوائي الرادار المتمركز في شرم المية ونجحت طائرات الميج 17 في إصابة جهاز تحديد المدى اللاسلكي ورادار المنصة المنير وتدمير بطارية صواريخ هوك المتواجدة في مرسى أم موريكا (قُتل فني يدعى عزرا منصور وأصيب آخرون خلال قصف بطارية الهوك).
أُصلح المدرج لاحقاً وظل المطار يعمل خلال فترة الحرب ولم تتضرر أي طائرة إسرائيلية على المطار بعكس الرواية المصرية القائلة باندفاع الطيار صبحي الشيخ المصابة في حظيرة تضم ثلاث طائرات، خلال ذلك اليوم هبطت طائرتان طراز نورد نورأطلس في الساعة الواحدة ظهراً لكنهما لم تُصابا خلال القصف.
وخلال المعركة الجوية التي دامت لست دقائق، وبالرغم من أن التفوق العددي لصالح الجانب المصري، فإن فارق التسليح والتكنولوجيا كان لصالح الجانب الإسرائيلي، لاسيما أن طائرتي الفانتوم واجهت مجموعة من القاذفات غير مجهزة أو مسلحة للاشتباك الجوي بما فيها الميج 21 نسخة (MF) والتي كانت مهمتها قصف المطار، أما طائرات الميج 21 نسخة (F-13) والتي كانت مُكلفة بمهام الحماية المباشرة في حالة تعرض القاذفات لهجوم جوي فقد انسحبت حتى قبل بدء المعركة نتيجة نفاذ الوقود وكانت النتيجة أن نجح الطيار ناخومي وملاحه يافين في إسقاط 4 طائرات، كما نجح الطيار شاكي وملاحه ريجيف في إسقاط 3 طائرات (كان ذلك أول إسقاط جوي خلال الحرب) وقد أجبرتهما ظروف المعركة على الانفصال عن بعضهما على الرغم أن التشكيل الثنائي لا ينفصل خلال الاشتباكات الجوية وذلك لكي يُحذر الطيار زميله في حالة مهاجمته من الخلف وخلال مطاردة الميج على مستوى منخفض، أصابت طائرة شاكي الماء ثلاث مرات لكنها تمكنت من الارتفاع دون ضرر. فور عودة طائرتي الفانتوم فقد جُهزتا مرة أُخرى للإقلاع تحسباً لصد أي هجوم آخر ونتيجة جهودهما خلال المعركة، حصل طيارو الفانتوم الأربعة على وسام الخدمة المتميزة وعلى الجانب المصري حصل الطيار صبحي الشيخ (أول شهداء حرب أكتوبر) على وسام نجمة الشرف العسكرية.
يركز الجانب المصري في سرده عن الهجوم المصري على تعرض الطائرات المصرية للنيران الأرضية أكثر من المعركة الجوية كما في حالة الطيار صبحي الشيخ ويذكر الطيار رضا صقر الذي هاجم هوائي الرادار أنه عاد بطائرته (نسخة MF) وبها ثقب في الجناح وآخر خلف كابينة القيادة نتيجة النيران الأرضية.

## التطورات اللاحقة

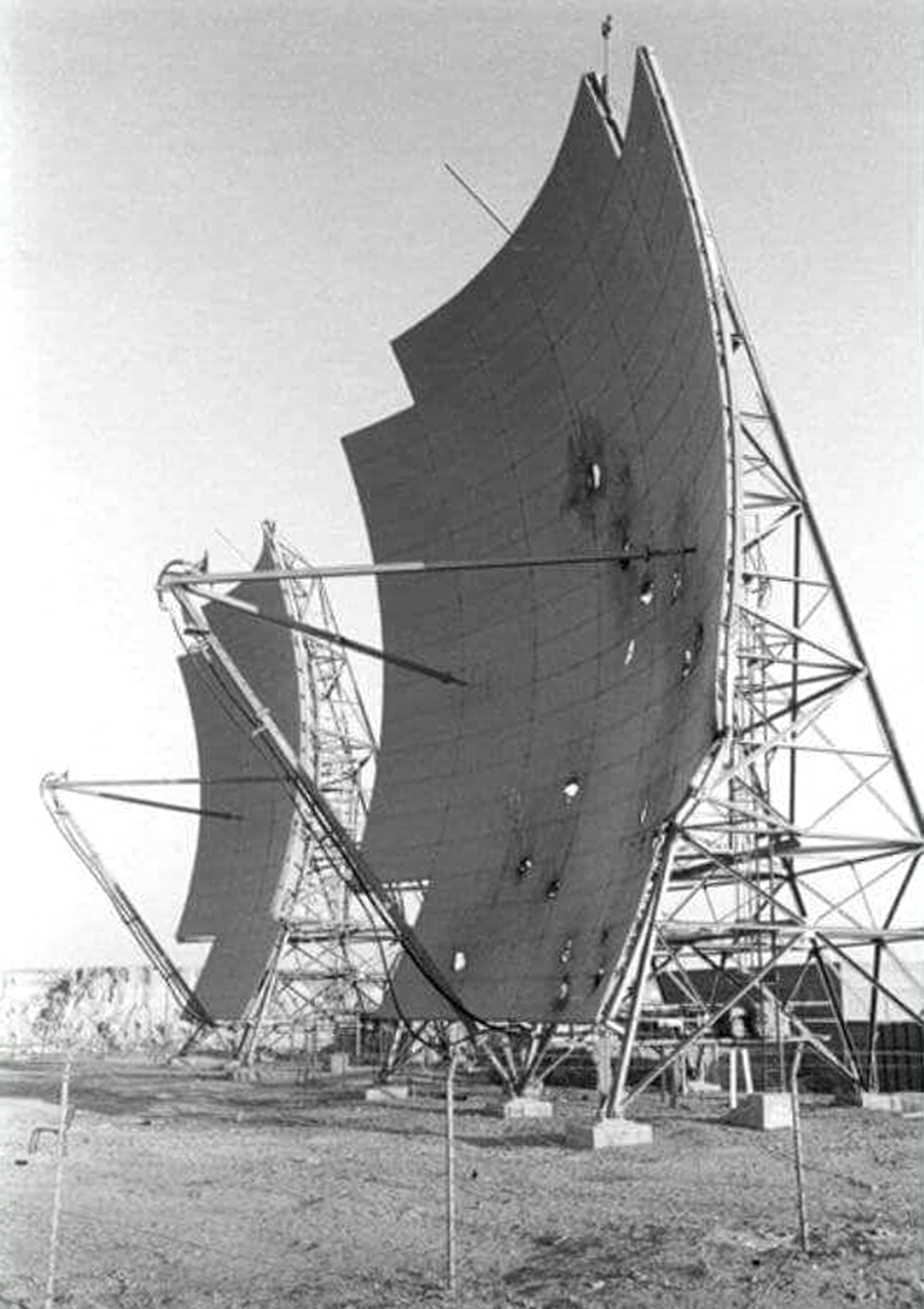
هوائي راس محمد المتضرر نتيجة القصف المصري

بعد ساعات من معركة شرم الشيخ الجوية وفي الساعة التاسعة مساءً، أطلقت إحدى القاذفات المصرية طراز تي يو-16 صاروخين كيه إس آر-2 (كيلت) باتجاه وحدة التحكم الراداري (الوحدة 528) فوق جبل الصفرا على بعد 20 كم جنوب مطار عوفيرا، انفجر أحد الصاروخين في الجو وهو في طريقه إلى الهدف، في حين شق الآخر طريقه ليصيب رادار الكشف الجوي ويدمره، كما نتج عن ذلك مقتل 5 جنود.
أدى تصاعد الدخان في موقع الوحدة 528 فوق قمة جبل الصفرا وانقطاع الاتصال بها لاعتقاد الجنود الإسرائيليين في قاعدة عوفيرا أن الوحدة احتلتها الصاعقة المصرية وتحركت قوة إسرائيلية مدرعة تضم أربع دبابات طراز تيران وأُمرت طائرات الفانتوم التي كانت تحوم في المنطقة بمساعدة القوة الإسرائيلية المدرعة بأن توفر لها مظلة نارية بإطلاق النار أمامها خشية أن يكون هناك كمين منصوب لها من قبل الصاعقة المصرية.
وصلت القوة الإسرائيلية المدرعة إلى موقع الوحدة في الساعة الواحدة صباحاً، وبدأت بإطلاق النار ونظراً لشكل الدبابات السوفيتية، ظنّ جنود الوحدة أنها دبابات مصرية وأطلقوا النار عليها. مما أسفر عن مقتل اثنين من جنود الاحتياط نتيجة نيران صديقة وتوقف إطلاق النار عندما أدرك قائد الوحدة أن قادة الدبابات يتحدثون العبرية فخرج بقميص أبيض واستسلم للقوة المدرعة الإسرائيلية.
بعد ساعتين كانت قوة مصرية على ساحل البحر الأحمر تستعد لشن هجمات في المنطقة فيما اعتبره الإسرائيليون محاولة للاستيلاء على ساحل شرم الشيخ، لكن طائرات سلاح الجو الإسرائيلي وقوات البحرية الإسرائيلية صدتهم. عقب ذلك انطلقت هجمات بحرية إسرائيلية من ميناء شرم الشيخ لمهاجمة مواني مصرية على ساحل البحر الأحمر على مدار الحرب وأطلقت زوارق البحرية المصرية صواريخ ستيكس باتجاه السفن الإسرائيلية في خليج شرم الشيخ لكنها لم تنجح في إصابتها.
نتيجة إصابة موقع الوحدة 528 أصبحت منطقة جنوب سيناء خارج التغطية الرادارية لدى الإسرائيليين ونتيجة لذلك، لم ينفذ الجيش الإسرائيلي عمليات واسعة على ساحل البحر الأحمر.

### كتب
- Aloni، Shlomo (25 فبراير 2001). Arab-Israeli Air Wars 1947–1982. Osprey Publishing. ص. 96. ISBN:1-84176-294-6.
- Aloni، Shlomo (2004). Israeli Phantom II Aces. Osprey. ISBN:1-84176-783-2.
- Cohen، Eliezer (1990). The Sky is not the Limit: The Story of The Israeli Air Force (بالعبرية). Tel-Aviv: Sifriyat Maariv. English: Cohen، Eliezer (10 مارس 1994). Israel's Best Defense: The First Full Story of the Israeli Air Force. Airlife Publishing Ltd. ص. 504. ISBN:1-85310-484-1.
- Nordeen، Lon؛ Nicolle، David (1996). Phoenix Over The Nile - A History of Egyptian Air Power 1922–1994. Smithsonian. ص. 239. ISBN:978-1-56098-626-3.
- Pollack، Kenneth M. (1 سبتمبر 2004). Arabs at War: Military Effectiveness, 1948–1991. Bison Books. ص. 717. ISBN:0-8032-8783-6.
- Yonay، Ehud (13 أبريل 1993). No Margin for Error: The Making of the Israeli Air Force (ط. 1st). Pantheon. ص. 426. ISBN:0-679-41563-7.

## وصلات خارجية
- Frenkel، Aviv (14 ديسمبر 2010). "Air Battle Footage". Channel 10 News (بالعبرية). مؤرشف من الأصل في 2017-02-19. اطلع عليه بتاريخ 2010-12-15.